# Bamboccianti

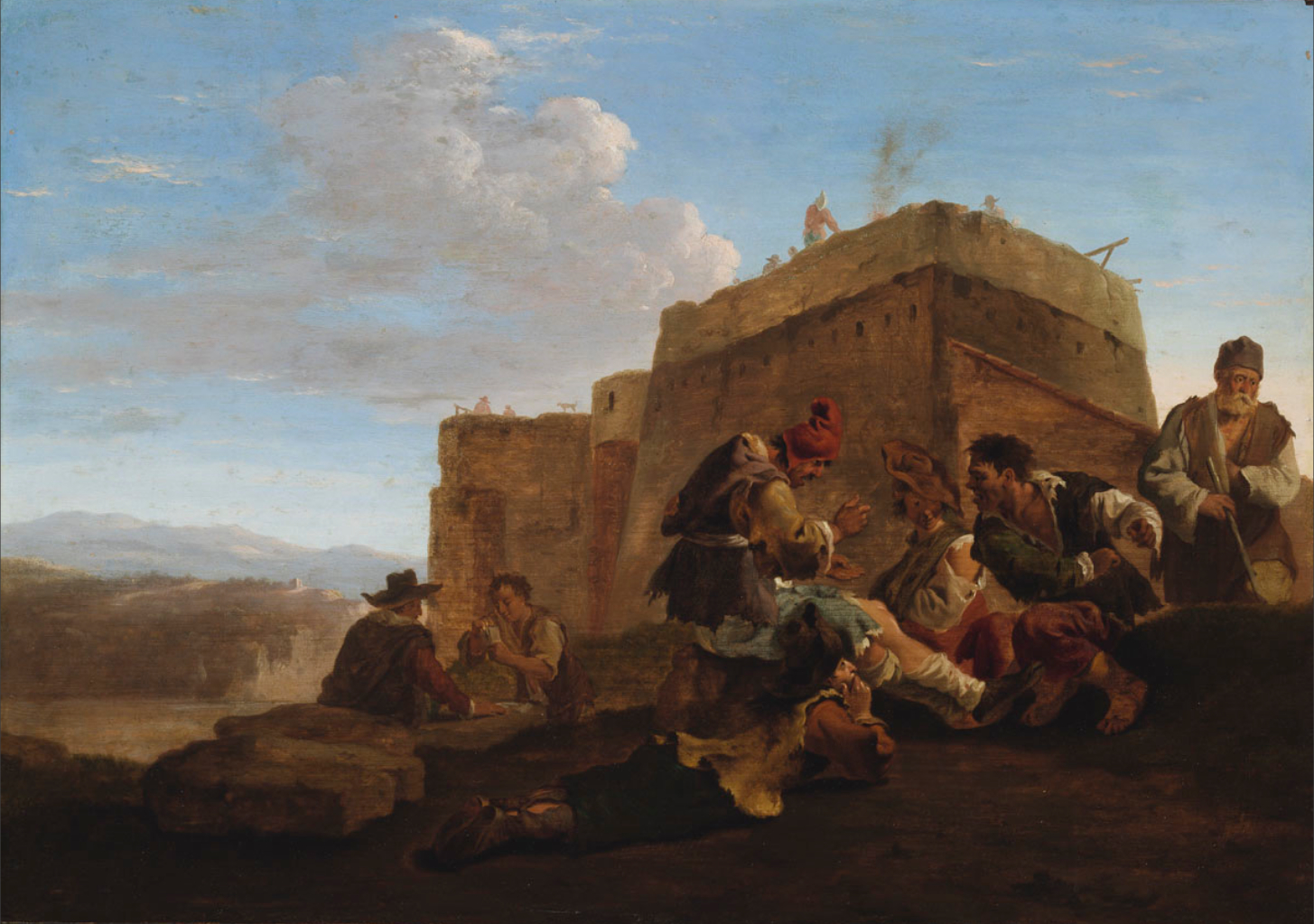
Jan Both Paisatge amb jugadors de mourre, oli sobre roure, 33,3 × 47 cm, data desconeguda (Magiar Szépmüvészeti Múzeum, Budapest)

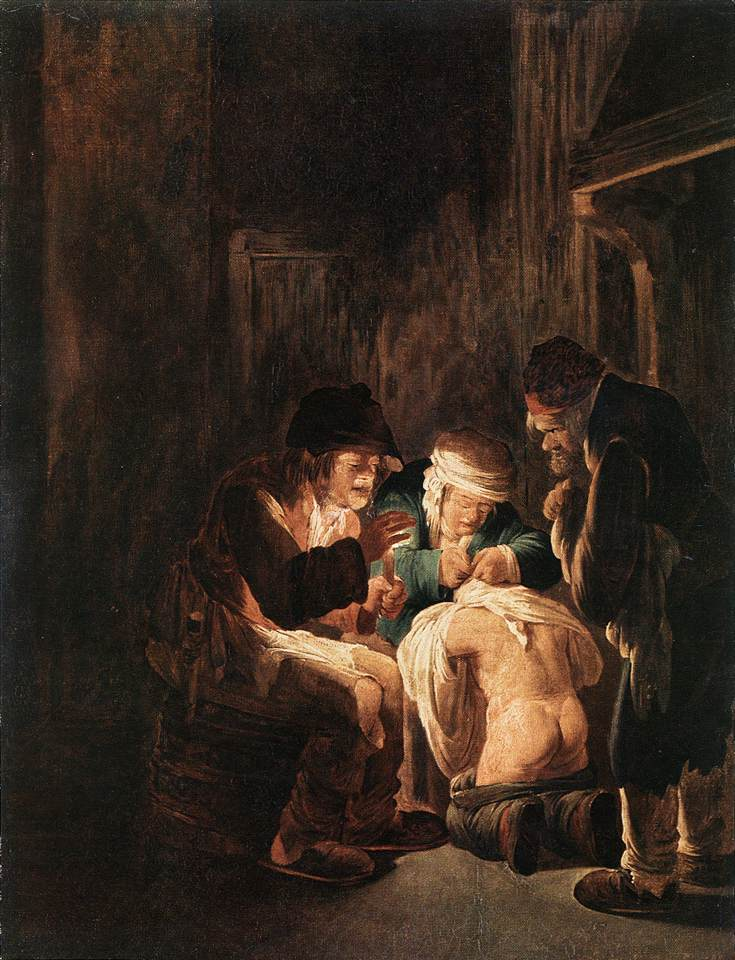
Andries Both La Caça dels polls a la llum d'una espelma, oli sobre tela, 34,5 × 27 cm, cap a 1630 (Magiar Szépmüvészeti Múzeum, Budapest)

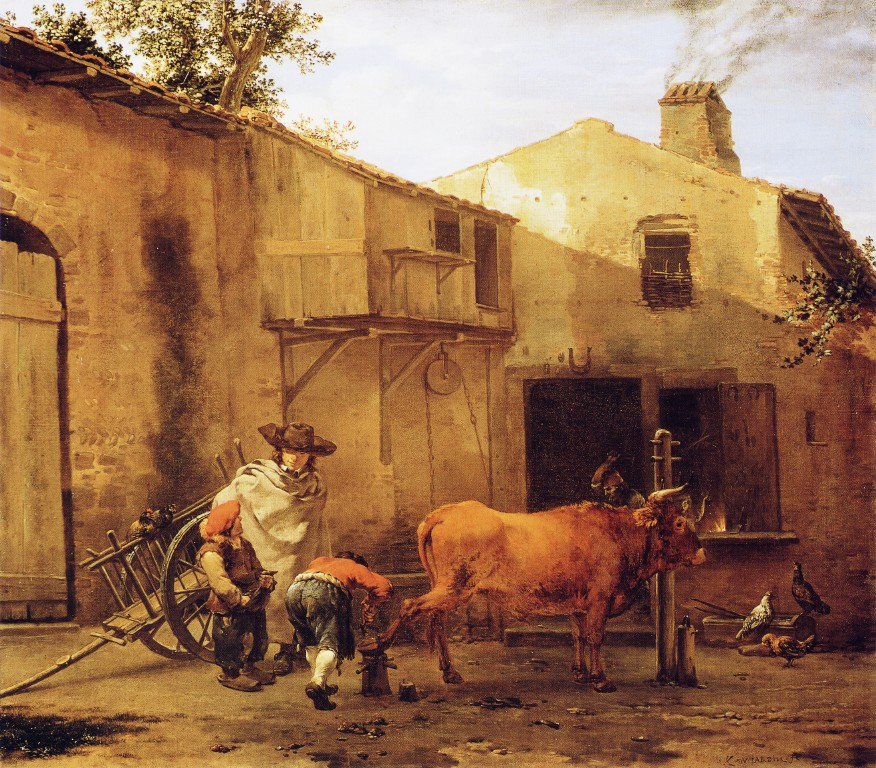
Karel Dujardin Ferrer ferrant un bou, oli sobre tela, anys 1650 (Dulwich Picture Gallery, Londres)

Els Bamboccianti eren uns pintors de gènere que van estar actius a Roma a partir de 1625 fins a la fi del segle xvii. El seu nom ve del motiu atribuït al pintor Pieter van Laer, «Il Bambocchio». El terme es fa servir per designar el tipus d'obres que aquests artistes varen convertir en la seva especialitat: quadres representant cruament la vida quotidiana de la gent més modesta.

## Artistes
Els Bamboccianti, majoritàriament, eren artistes originaris dels Països Baixos del sud i de les
Províncies Unidesque van portar amb ells a Itàlia les tradicions camperoles que eren presents a la pintura del Renaixement flamenc i del segle xvi, i van realitzar pintures de gabinet o gravats, generalment de petit format, reflectint la vida quotidiana de les classes socials modestes de Roma i de la campanya propera. Aquestes pintures han estat habitualment interpretades com un «retrat autèntic de Roma i de la seva vida popular, sense canvi ni alteració» de la que l'artista era espectador. Entre els temes típics representats figuren els venedors d'aliments i de begudes, els grangers i noies de granja en el treball, soldats descansant o jugant, i captaires o encara, citant a Salvator Rosa, que enmig del segle xvi es queixava, «dels brivalls, estafadors, carteristes, de les bandes de borratxos i de golafres, dels venedors de tabac i dels barbers descamisats i altres assumptes "sòrdids".» Contrastant amb els seus temes pictòrics, les obres mateixes es van vendre a preus elevats a col·leccionistes reputats.
El terme «Bamboccianti» troba el seu origen en el sobrenom del pintor neerlandès Pieter van Laer, Il Bamboccio, al voltant del qual aquests artistes es van reunir durant el seu sojorn en Itàlia (1625-1639). Aquest malnom, que significa «Bamboche» o «Titella», era una al·lusió al cos desproporcionat de Van Laer. És possible que hagi estat també una referència a les talles de nina dels seus personatges. Els primers Bamboccianti varen ser Andries i Jan Both, Karel Dujardin, Jan Miel, Johannes Lingelbach i l'italià Michelangelo Cerquozzi. Sébastien Bourdon va estar igualment associat al grup al començament de la seva carrera. Entre altres Bamboccianti, figuren Michael Sweerts, Thomas Wijck Dirck Helmbreker, Jan Asselyn, Anton Goubou, Willem Reuter i Jacob van Staveren. Sens dubte havien d'influenciar els artistes del Rococó tals Antonio Cifrondi, Pietro Longhi, Giuseppe Maria Crespi, Giacomo Ceruti i Alessandro Magnasco; les seves pintures de la vida quotidiana a Roma van trobar continuadors al segle xix a través de les obres de Bartolomeo i Achille Pinelli, Andrea Locatelli i Paolo Monaldi. Un "Bambocciante" romà és l'autor també de Assalto d'armati, una representació de guerra conservada en la "Pinacoteca Civica" de Forlì.

## Característiques
Giambattista Passeri, un cronista d'art del segle xvii, va descriure el treball de Van Laer com una «finestra oberta» oferint una representació fidel del medi ambient de l'artista., una característica que s'aplicava als Bamboccianti en general.

## Recepció de la crítica
Malgrat l'èxit que els Bamboccianti van trobar amb els seus quadres, els teòrics de l'art i els erudits de Roma es van mostrar sovint poc amables, la representació de la vida quotidiana era generalment considerada situada a la part baixa en la jerarquia de gèneres. El fet que els mecenes, altrament ben educats i sorgits de l'aristocràcia, continuaren comprant les obres d'aquests artistes era freqüentment lamentat pels pintors d'història i d'altres gèneres inscrits als canons de la principal associació artística de la ciutat, l'Accademia di San Luca. Salvator Rosa, per exemple, en la seva sàtira de la pintura Pittura (cap a 1650), es queixava amargament sobre els gusts dels mecenes de l'aristocràcia i del fet que admetien aquests temes de la vida quotidiana: «Quin che aboriscon vivo, aman dipinto.» - «Aquells que en la vida real són deshonrats, són estimats en la pintura.»

Sovint, com es desprèn del comentari de Rosa, aquesta burla no era dels artistes, sinó dels que compraven les seves obres. Quant als pintors en si, eren sovint admirats: Van Laer tenia la reputació d'un pintor del qual les obres eren cares i Michelangelo Cerquozzi va ser introduït als cercles aristocràtics i comptava entre nombrosos amics a gent com Pietro da Cortona. D'altra banda, atès que els Bamboccianti eren la majoria estrangers i el que pintaven s'inscrivia fora dels interessos de l'Accademia, sovint es van reunir al voltant dels Bentvueghels, un «gremi» més o menys organitzat - sobretot conegut pels excessos de les seves festes ben ruixades - que constituïa a més d'un títol una alternativa a les institucions oficials. Els Bamboccianti no tenien tanmateix prohibida l'entrada a l'Accademia, ja que Van Laer, igual com Cerquozzi, estaven associats als dos grups.

## Llista d'artistes
- Jan Asselyn
- Andries Both
- Jan Both
- Sébastien Bourdon
- Michelangelo Cerquozzi
- Karel Dujardin
- Anton Goubou
- Dirck Helmbreker
- Johannes Lingelbach
- Jan Miel
- Willem Reuter
- Michael Sweerts
- Pieter van Laer
- Jacob van Staveren
- Thomas Wijck